# Beit Safafa
Beit Safafa (arabisch بيت صفافا, DMG Bait Ṣafāfā, hebräisch בית צפאפא) ist ein arabischer Wohnbezirk im Westjordanland südlich der Altstadt von Jerusalem.

## Geographie
Beit Safafa liegt in der Mitte zwischen den israelischen Neubausiedlungen Pat und Gilo nördlich von Bethlehem. Im Jahre 2010 hatte es 5463 Einwohner auf einer Fläche von 1577 Dunam.

## Geschichte
Beit Safafa wurde im osmanischen Steuerregister von 1596 als Ort in der Nahiya (Bezirk) von Al-Quds (Jerusalem) und Teil des Liwa von Al-Quds geführt. Der Ort hatte 41 Haushalte und es wurden Weizen, Roggen, Oliven, Weinstöcke oder Obstbäume sowie Ziegen oder Bienenstöcke der Steuer unterworfen.
Die zum Abschluss des Waffenstillstands nach dem Palästinakrieg im Jahre 1949 festgelegte Grüne Linie verläuft durch den Nordteil des Ortes, wodurch ein kleines Gebiet innerhalb der international anerkannten Staatsgrenzen Israels liegt, der überwiegende Teil jedoch zum bis 1967 von Jordanien kontrollierten Westjordanland gehört. Im kleinen israelischen Nordteil Beit Safafas verbliebene Bewohner, sofern sie nicht vertrieben beziehungsweise nach ihrer Flucht an der Rückkehr gehindert wurden, konnten die israelische Staatsbürgerschaft erwerben. Die unmittelbar nördlich der palästinensisch-israelischen Wohngebiete gelegenen Flächen wurden ab 1949 mit jüdisch-israelischen Bewohnern der nördlich angrenzenden, sich schrittweise nach Süden ausbreitenden Stadtviertel Pat und Katamonim besiedelt.
Nach seinem Sieg im Sechstagekrieg 1967 erklärte Israel ganz Beit Safafa (wie ganz Ost-Jerusalem sowie umliegende Teile des Westjordanlands) eigenmächtig per Gesetz zu einem Teil Jerusalems und zu israelischem Staatsgebiet, was als völkerrechtswidrige Maßnahme jedoch international nicht anerkannt wird. Die zwangsweise eingemeindeten palästinensischen Bewohner erhielten in der Regel keine israelische Staatsangehörigkeit, sondern einen speziellen Ausweis über ihren Daueraufenthaltsstatus mit eingeschränkten Rechten, der beispielsweise Bewegungsfreiheit und Arbeitserlaubnis im gesamten israelischen Staatsgebiet beinhaltet, aber lediglich kommunales Wahlrecht gewährt und überdies von den israelischen Behörden entzogen werden kann.
Seit 1967 haben sich zahlreiche Palästinenser israelischer Staatsangehörigkeit aus verschiedenen Teilen Israels in Beit Safafa angesiedelt.
Im September 2017 wurde ein Schnellstraßen-Bauprojekt abgeschlossen, das eine wichtige Verkehrsanbindung Jerusalems mit jüdischen Siedlungen in den Palästinensergebieten des Westjordanlands darstellt. Die sechsspurige „Begin-Schnellstraße“ (Road 50) durchschneidet seit Baubeginn den Ort Beit Safafa durch seine Mitte diagonal in zwei Teile und erhöht die bestehende Knappheit an Bauland zur natürlichen Wohnraumerweiterung des Ortes. Der Bau, den die Anwohner auf juristischem Weg zu verhindern versuchten, war 2014 durch eine abschließende Entscheidung des Obersten Gerichtshofs zugelassen worden.
Erstmals 2011 bekannt gewordene Regierungspläne zur Errichtung einer großen jüdischen Siedlung in Giv'at Hamatos, im Westjordanland unmittelbar östlich von Beit Safafa, wurden nach internationalen Protesten und mehrjähriger Pause 2017 erneut aufgegriffen.